# Granrodeo
Granrodeo (estilizado como GRANRODEO) é uma banda de j-rock formada em 2005 composta pelo vocalista e dublador Kishow (Kishou Taniyama) e guitarrista e compositor e-ZUKA (Masaaki Iizuka).
Especializadas em canções tema de animes, A dupla já possui diversas músicas usadas em animes, como Can Do (abertura de Kuroko No Basket ) Modern Strange Cowboy (abertura de Needless), Detarame na Zanzou (abertura de Blassreiter), TRANCE (abertura de Kurokami), além de de uma nova música utilizada como abertura do anime Togainu no Chi, que se chama ROSE HIP-BULLET, Trash Candy (abertura de Bungou Stray Dogs), entre outras.

## História
Em novembro de 2005, o conceituado dublador Kishou Taniyama - que fez personagens como Sawamura Seiji (Midori no Hibi), Saten (Needless), etc - e o compositor Masaaki Iizuka - também conhecido por ter feito composições para animes como Blue Seed 2, Mai-Hime, Mai-Otome, etc -  formaram o projeto musical Granrodeo, utilizando os nomes KISHOW e e-ZUKA, respectivamente.
Devido ao fato de serem razoavelmente conhecidos no mercado de animes, conseguiram alavancar rapidamente a banda, tendo sido produzidos diversos singles, álbuns e DVDs em pouco tempo de existência. Em 2017 fizeram um cover de "Nirvana" da banda Mucc para o álbum tributo TRIBUTE OF MUCC -en-. Granrodeo também fez um cover de "Tell Me" para o álbum de tributo a hide Tribute Impulse lançado em 6 de junho de 2018.
Em 15 de maio de 2019, lançaram o álbum "Fab Love". O álbum contém singles usados como tema de abertura da terceira temporada de Bungo Stray Dogs e no filme Bungo Stray Dogs: Dead Apple. No começo de 2020, fizeram um cover de "Tenshi wa Dare Da" para o álbum de tributo Parade III ~Respective Tracks of Buck-Tick~.

## Discografia
Álbuns de estúdio
| Ano  | Detalhes                                                                                         | Posição na Oricon |
| ---- | ------------------------------------------------------------------------------------------------ | ----------------- |
| 2007 | Ride on the Edge - Lançamento: 25 de julho de 2007 - Gravadora: Lantis                           | 26                |
| 2008 | Instinct - Lançamento: 26 de setembro de 2008 - Gravadora: Lantis                                | 18                |
| 2009 | Brush the Scar Lemon - Lançamento: 28 de outubro de 2009 - Gravadora: Lantis                     | 14                |
| 2011 | Supernova - Lançamento: 6 de abril de 2011 - Gravadora: Lantis                                   | 13                |
| 2012 | Crack Star Flash - Lançamento: 10 de outubro de 2012 - Gravadora: Lantis                         | 3                 |
| 2014 | Karma to Labyrinth (カルマとラビリンス) - Lançamento: 24 de setembro de 2014 - Gravadora: Lantis | 3                 |
| 2017 | Pierrot Dancin' - Lançamento: 8 de fevereiro de 2017 - Gravadora: Lantis                         | 3                 |
| 2019 | Fab Love - Lançamento: 15 de maio de 2019 - Gravadora: Lantis                                    | 8                 |
| 2022 | Question - Lançamento: 23 de março de 2022 - Gravadora: Lantis                                   | 17                |

### Singles
- Go For It!
- Infinite Love
- DECADENCE
- 慟哭ノ雨
- HEAVEN
- delight song
- NOT for SALE／GAMBiT
- デタラメな残像
- Darlin'
- tRANCE
- modern strange cowboy
- 恋音
- We wanna R&R SHOW
- ROSE HIP-BULLET
- R&R We Are The Rock Show
- dark shame

### DVDs
- Live DVD "RIDE ON THE EDGE"
- "RODEO DELIGHT" Live DVD
- "ROCK INSTINCT" Live DVD
- GRANRODEO Visual Work 01
- LIVE canned GRANRODEO
- 〜G5ROCK★SHOW〜 (Live at Budokan)